# Giethoorn
Giethoorn est un village néerlandais situé dans la commune de Steenwijkerland, en province d'Overijssel, à proximité du parc national Weerribben-Wieden. Comptant 2 765 habitants lors du recensement de 2019, il attire chaque année plusieurs centaines de milliers de touristes par son image de campagne néerlandaise.

## Étymologie
Giethoorn doit son nom au mot néerlandais « geitenhoorns », qui fait référence aux cornes de chèvres sauvages trouvées dans la région par les tourbiers.

## Géographie
Giethoorn est un village lacustre, souvent surnommé la « Venise du Nord » à l'instar d'Amsterdam, de Stockholm ou encore de Bruges. Il se dresse au cœur d'un parc naturel — vaste région de tourbières marécageuses — appelé « De Wieden ». Giethoorn est parcouru de longs canaux creusés lors des derniers siècles pour l'extraction de la tourbe, activité à l'origine de la création de nombreux lacs à l'est et au sud du village.
Le village s'étend à cheval sur le canal Dorpsgracht, long de près de 7 kilomètres. Sa situation géographique le rend inaccessible en voiture : c'est une ville piétonne. On peut visiter Giethoorn à pied, à vélo ou en bateau (punters, canots, bateaux-mouches ou encore voiliers). Les fermes, chaumières et autres habitations — reliées entre elles par de petits ponts — sont particulièrement réputées pour leurs toits bombés en chaume, appelés « toits en dos de chameau ».

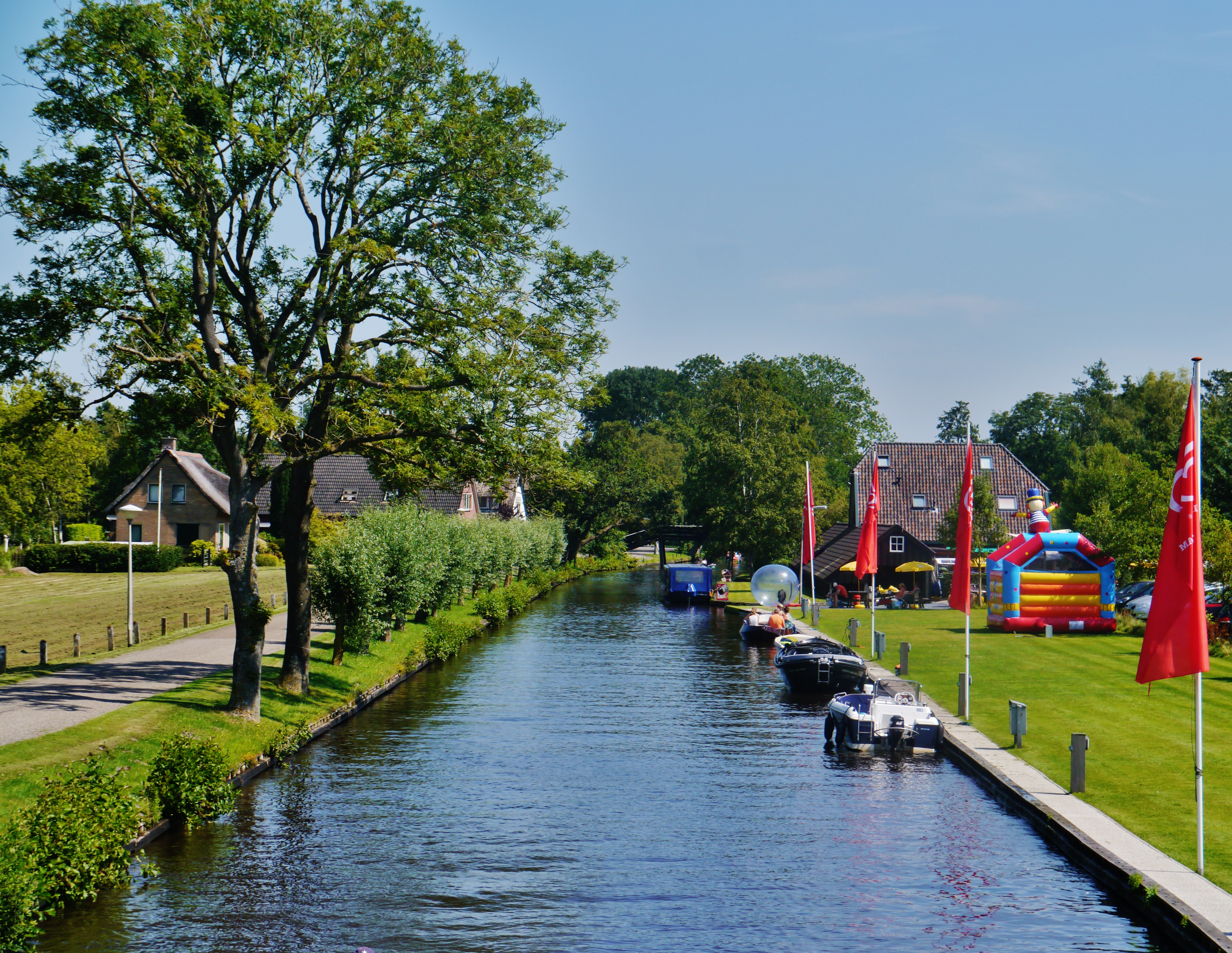
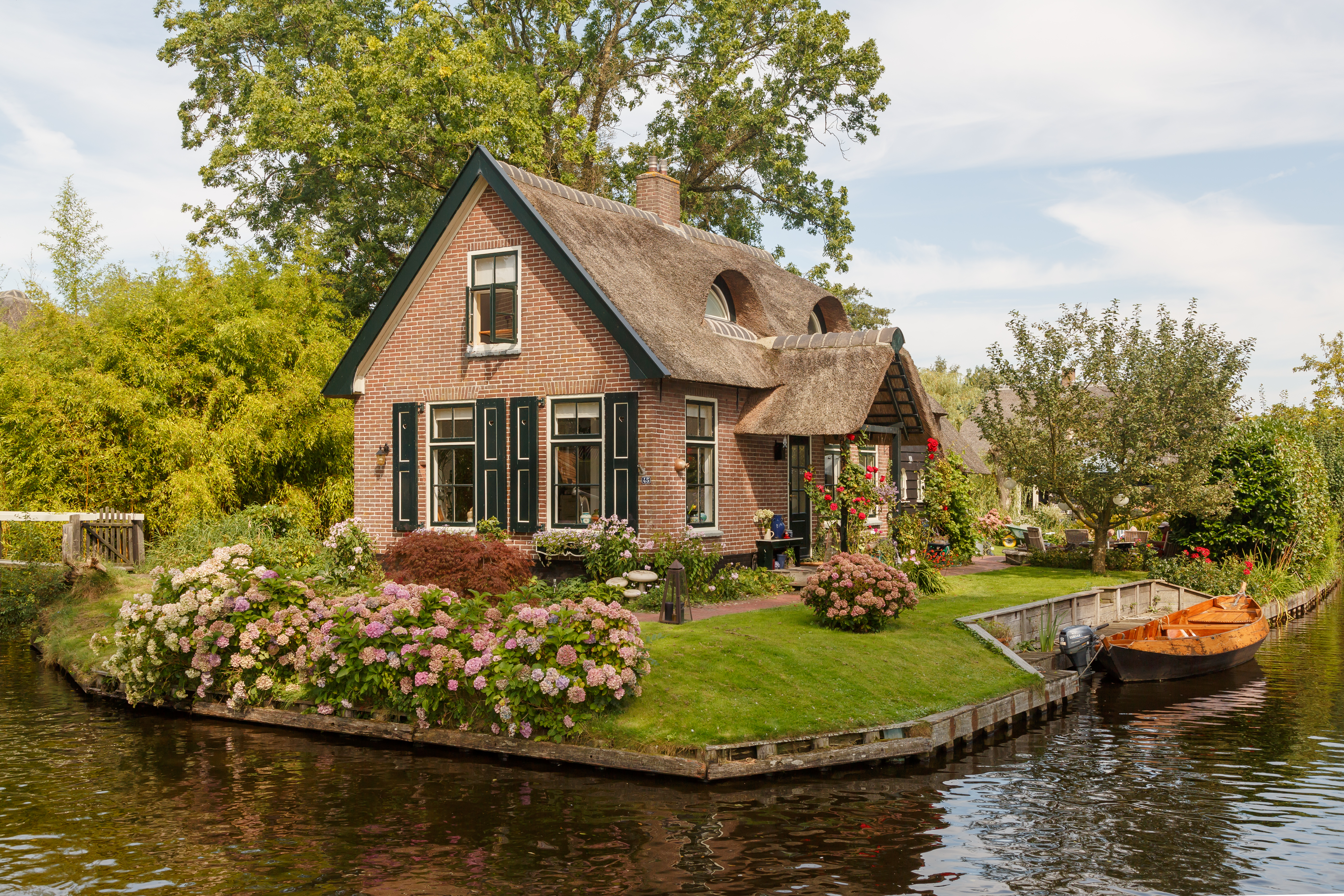
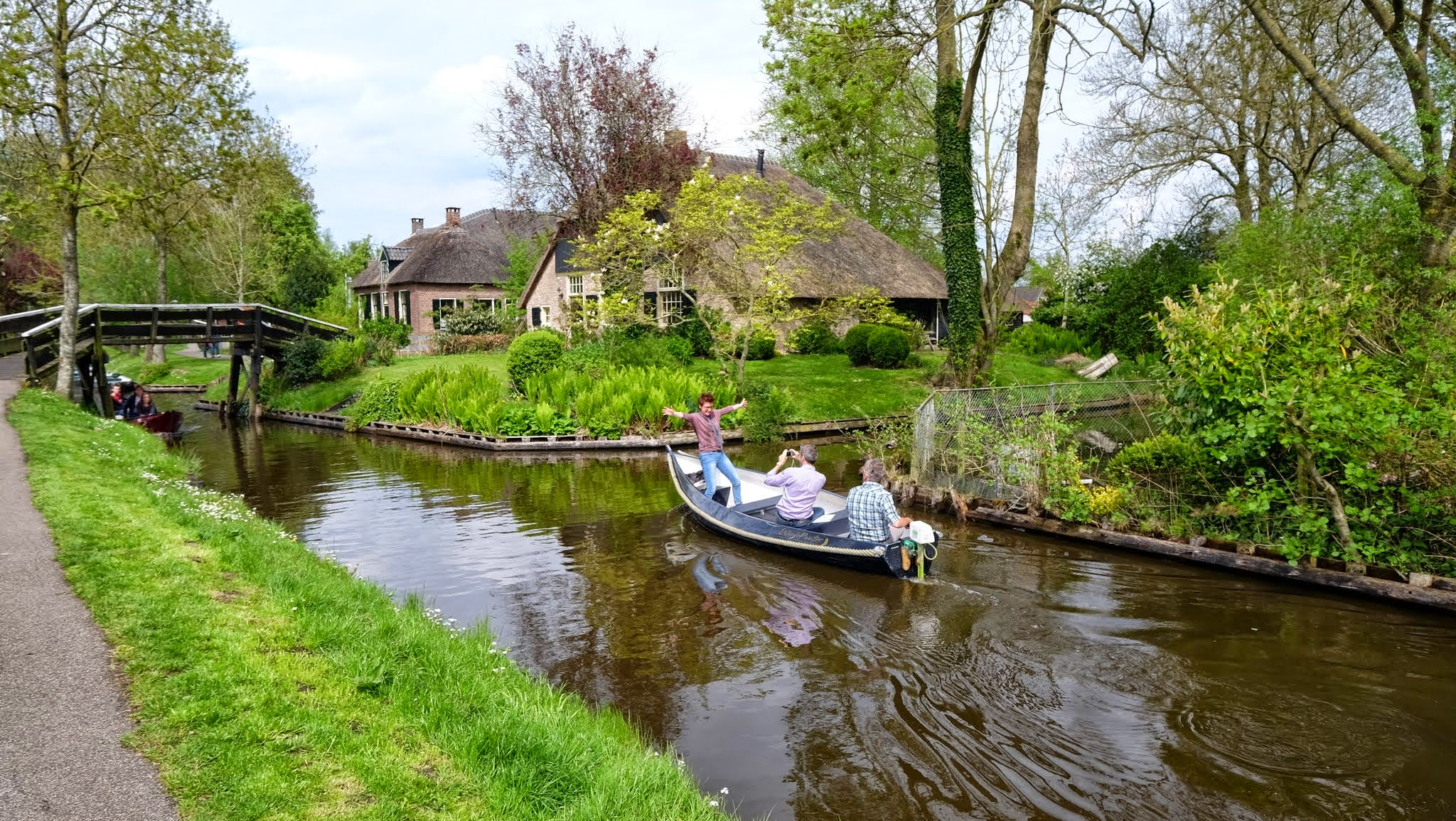
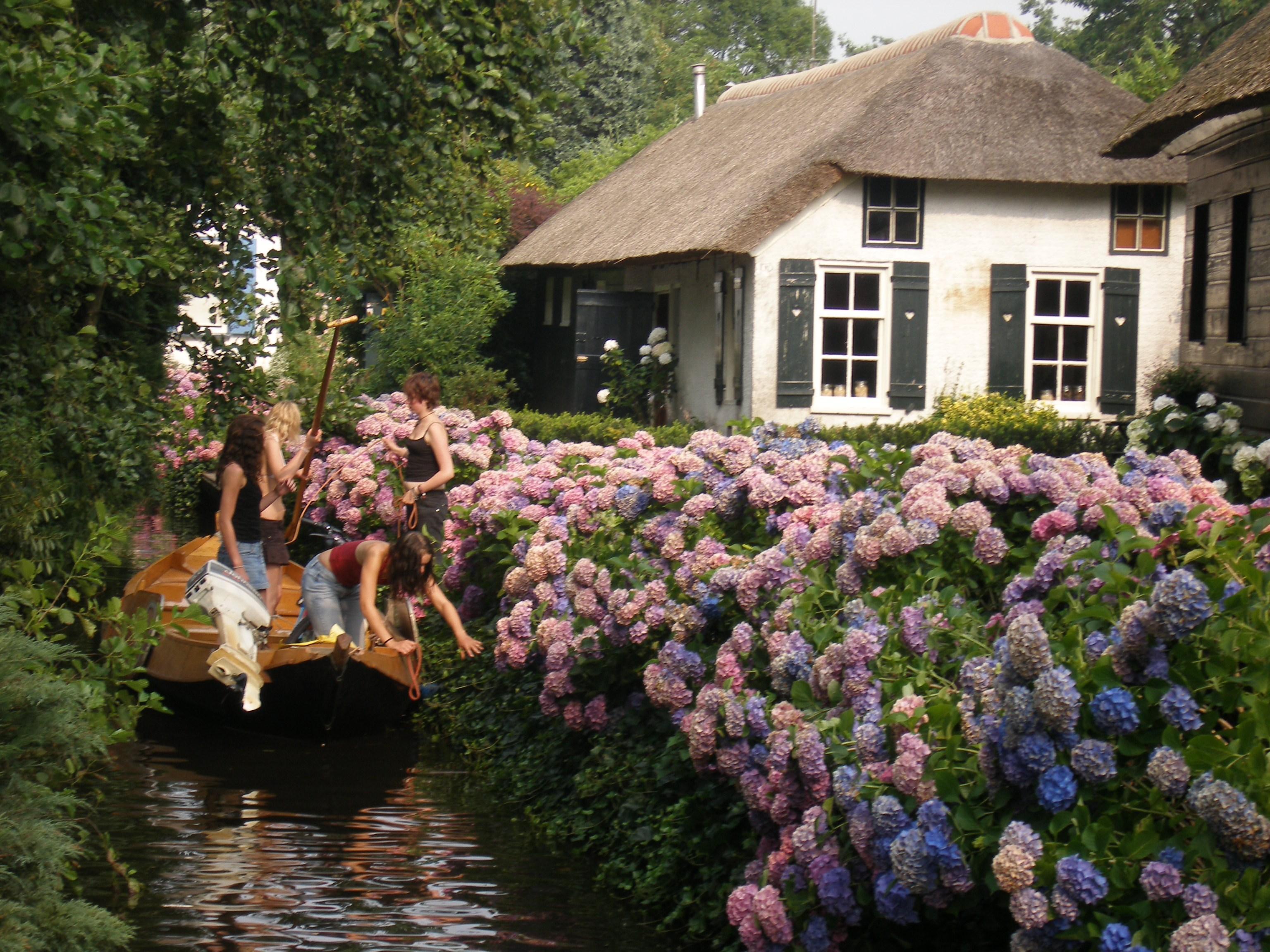
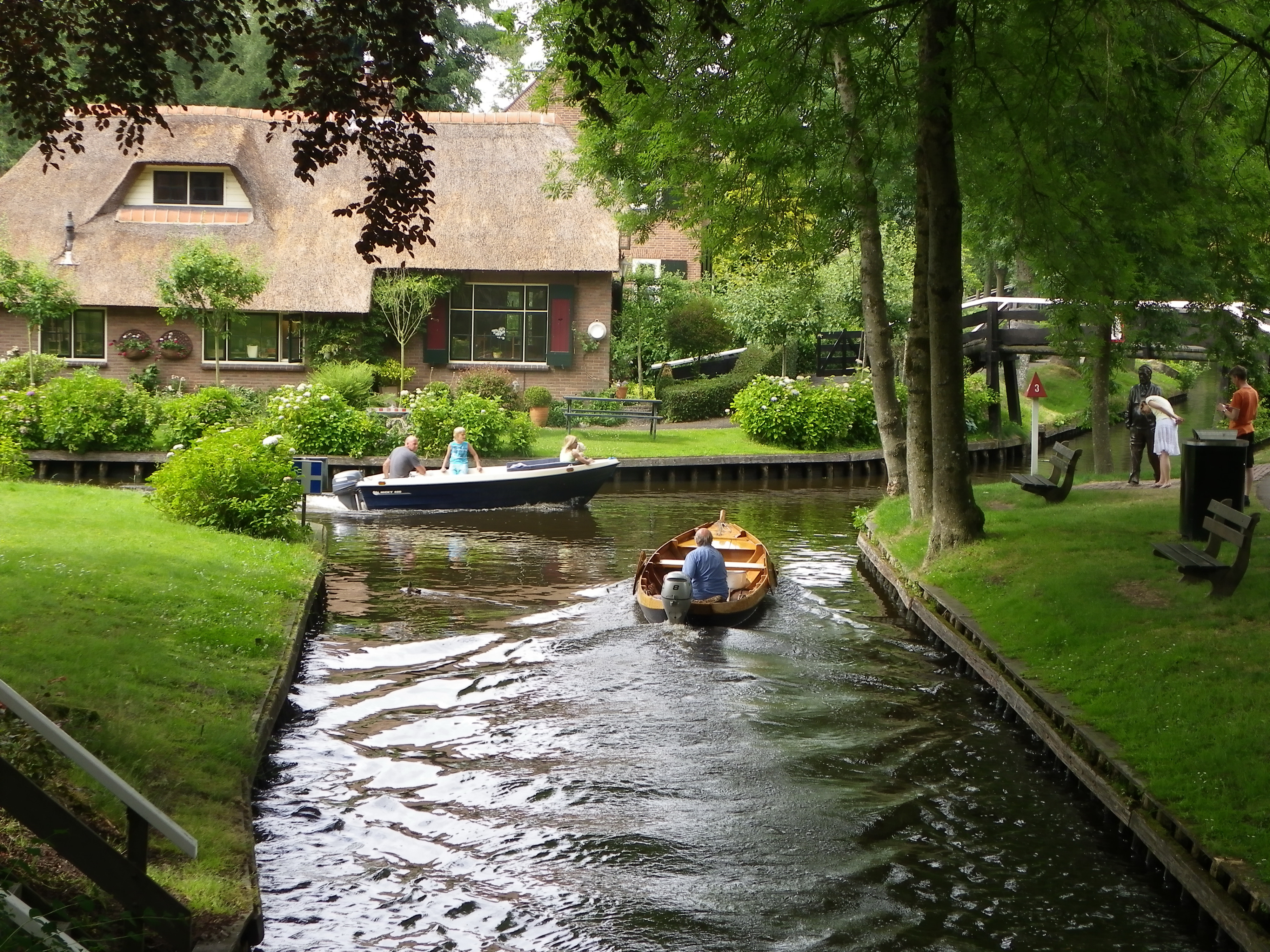
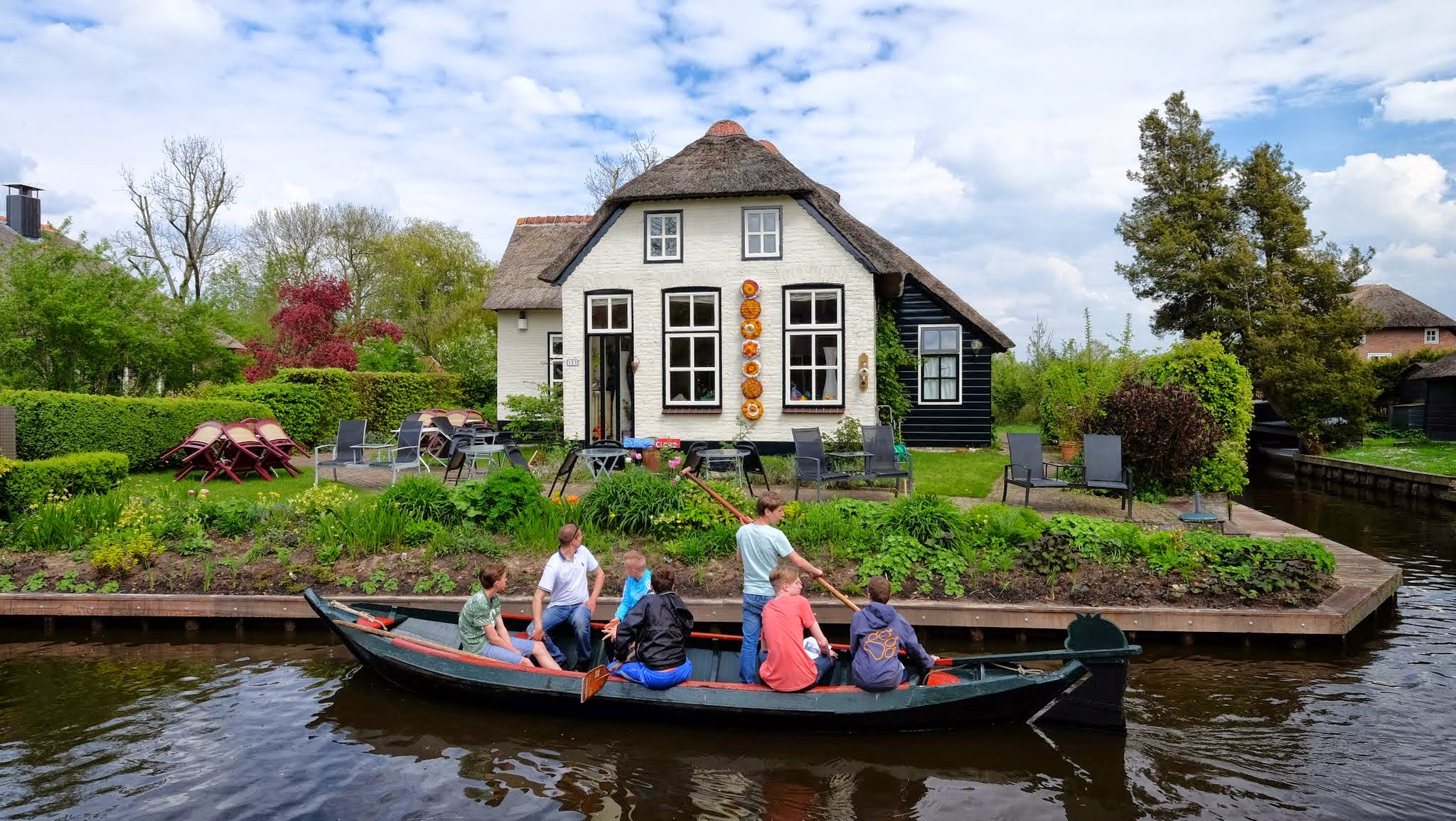
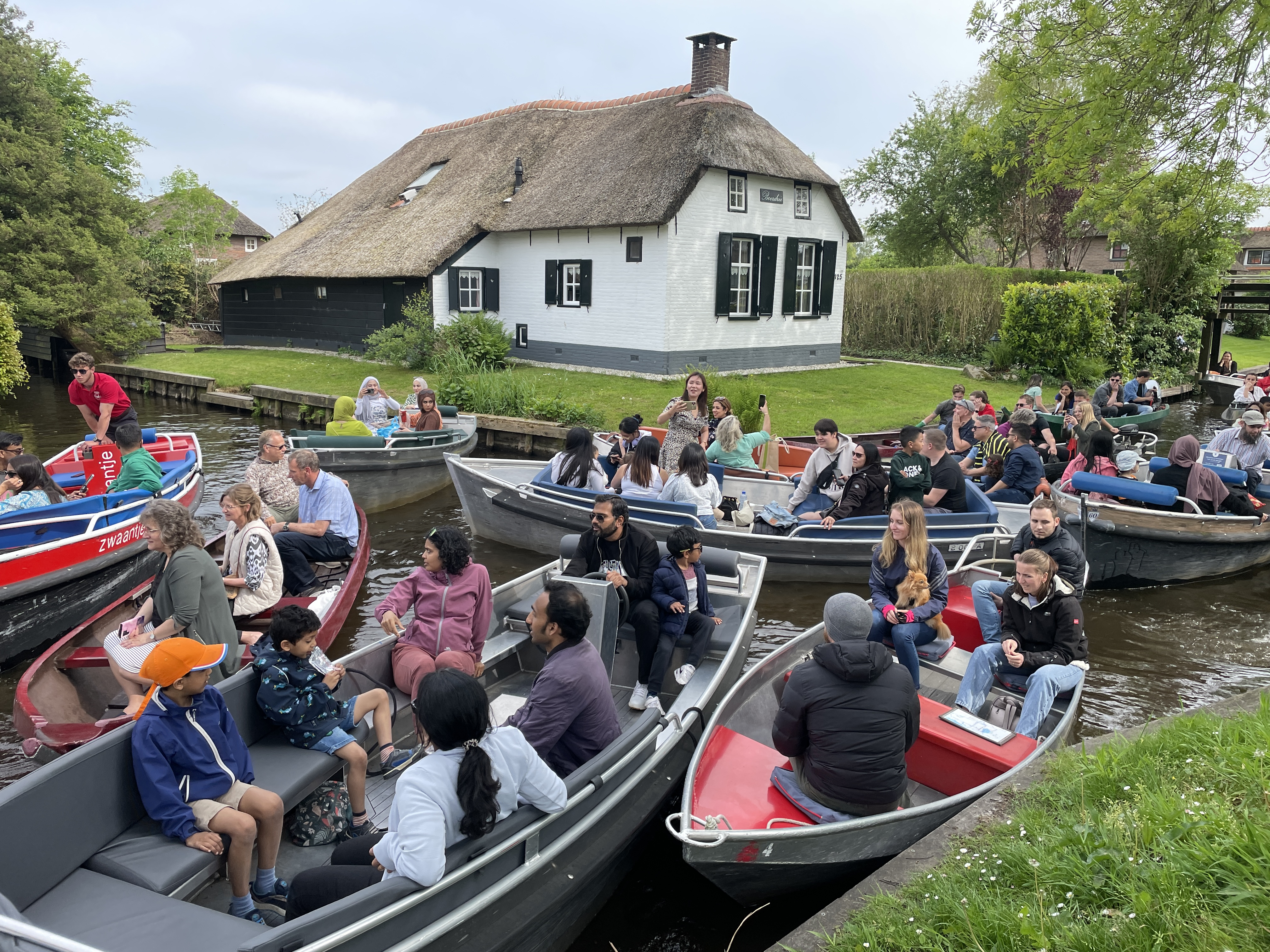
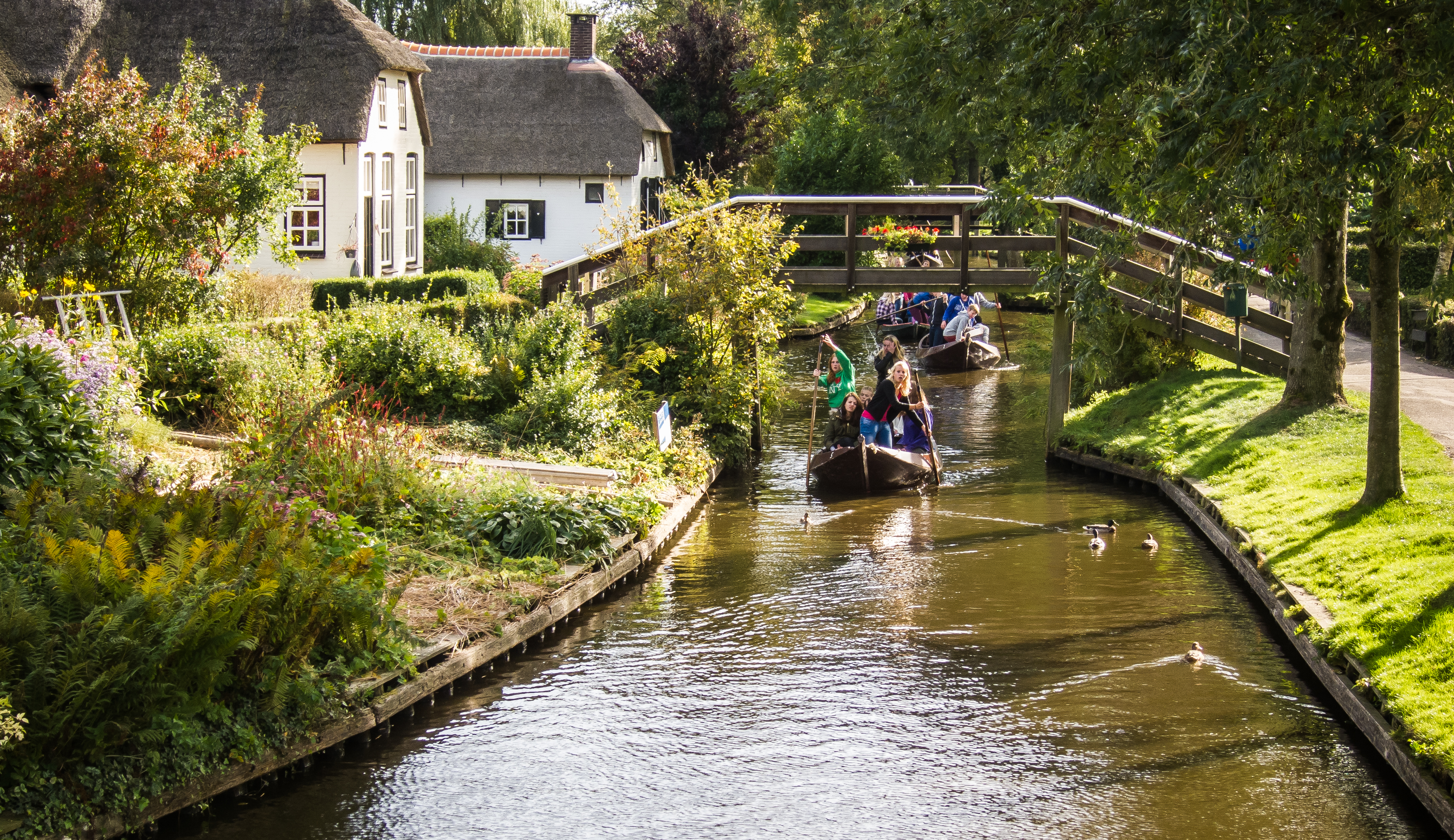

## Histoire
Giethoorn est une commune indépendante jusqu'au 1er janvier 1973, date à laquelle elle fusionna avec Vollenhove, Blokzijl et Wanneperveen pour former la nouvelle commune de Brederwiede. De nos jours, Giethoorn fait partie de Steenwijkerland.

## Sites touristiques
- 't Olde Maat Uus, une ferme restaurée aménagée en musée, avec une exposition sur la vie à Giethoorn au siècle dernier.
- Musée De Oude Aarde, avec des expositions sur les cristaux, minéraux, terrariums, etc.
- Galerie de coquillages Gloria Maris.
- Réserves naturelles De Wieden et De Weerribben.